# سبزموزخوار غربی
سبزموزخوار غربی (نام علمی: Crinifer piscator) نام یک گونه از سرده سبزموزخوارها است.